# Hermandad de la Coronación (Ciudad Real)
La "Hermandad de del Stmo. Cristo Ultrajado y Coronado de Espinas y Stma. Virgen del Perdón", es conocida popularmente como "la Coronación de Espinas". Pertenece a la parroquia de Santa María del Prado y procesiona el Domingo de Ramos por la tarde.

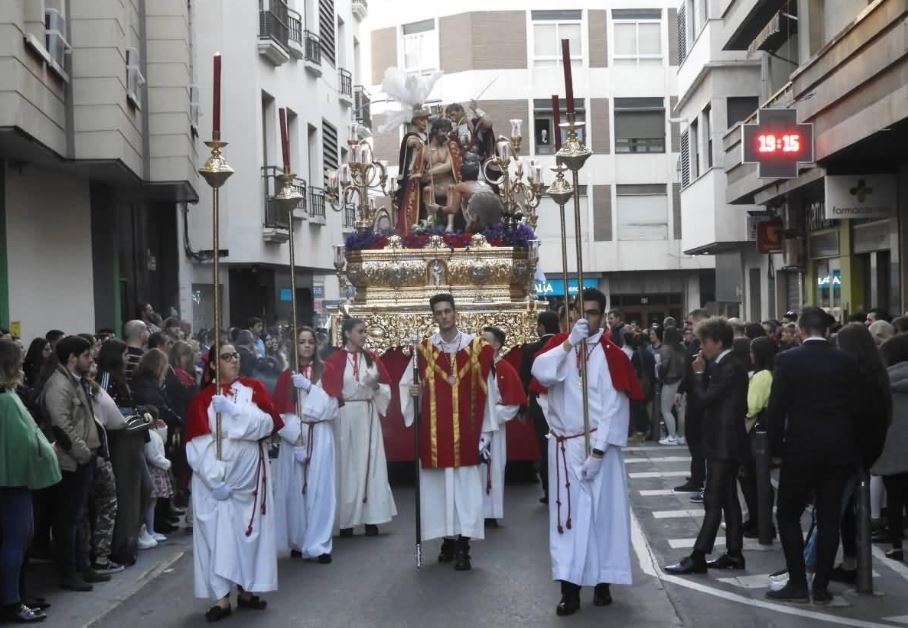
Stmo. Cristo Ultrajado a su paso por la calle Lanza (2019)

## Historia
El 1 de mayo de 1992 queda constituida esta hermandad por un grupo de catequistas de la parroquia de Santa María del Prado. El 23 de septiembre de 1993 son aprobados sus primeros estatutos. Los fundadores de la hermandad procesionaron por primera vez en la madrugada del Viernes Santo de 1994 con un paso de misterio que estaba formado por tres imágenes: la del Señor, que era de vestir, y dos soldados de talla completa, uno colocándole la corona de espinas y otro burlándose de él. Ese misterio procesionó solo hasta la Semana Santa de 1996. El paso era llevado sobre ruedas hasta el año 1996 en el que fue portado por 30 hermanos a dos hombros. Al año siguiente cambió el modo de porteo llevándose a partir de entonces a costal. En el año 2003 se cambió el paso del misterio por el actual.
En febrero de 1997 se bendijo el nuevo misterio, se redactaron nuevos estatutos y se incorporó como titular la imagen de Santa María del Perdón que procesionó por primera vez en el año 1998 a costal por una cuadrilla exclusivamente de mujeres. En esta primera salida, la virgen no llevaba palio y vestía manto de color blanco. En este mismo año la cofradía donó a una hermandad de Alicante las imágenes de su primer misterio. 
En su corta historia la hermandad ha sufrido muchas transformaciones; ha pasado de ser de silencio a ser una hermandad de música; de procesionar a la 1:30 de la madrugada del Viernes Santo a hacerlo a las 22:30 de la noche del Jueves Santo. Además, en el año 2008, se volvió a cambiar el horario de salida adelantándolo hasta las 19:30, cambio que no tuvo demasiado éxito. Sin embargo, en 2009, la hermandad cambiará el día de su estación de penitencia, haciéndolo, a partir de entonces, el Domingo de Ramos a las 18:30.
En el año 2008 la imagen de la Virgen del Perdón tuvo que quedarse en el templo ante la falta de costaleras. La procesión se inició solamente con el paso del misterio, empujado sobre ruedas debido también a la ausencia de hermanos para llevarlo a costal. Sin embargo, tan solo una hora después de su salida, los frenos del paso se rompieron por lo que la hermandad decidió regresar a su templo desde ese mismo punto para evitar desgracias mayores.

## Imágenes Titulares

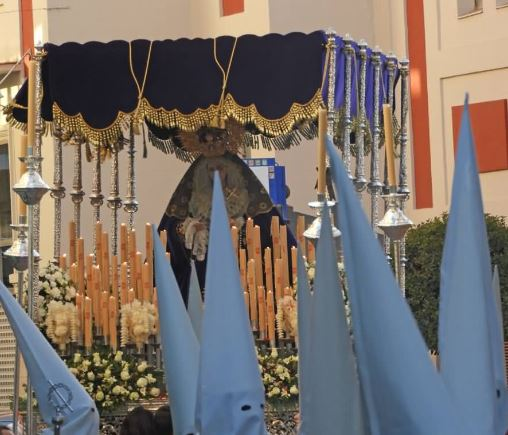
La Stma. Virgen del Perdón a su paso por las inmediaciones del mercado municipal

La Imagen del Señor fue tallada en 1997 por Jesús Méndez Lastrucci. Es de talla completa y porta una clámide de terciopelo rojo, las manos atadas y una caña entre ellas. 
El resto de las figuras del misterio son del mismo autor y son de vestir con orfebrería en los romanos de Manuel de los Ríos (1997). El paso del misterio salió de los talleres de Ramón Orovio de Torralba. Es de orfebrería dorada de estilo barroco. Lleva candelabros de guardabrisas y faldones granates. Fue estrenado en el año 2003.
La Virgen del Perdón es obra del citado escultor. Es una Virgen joven, de cara aniñada. La orfebrería del paso de palio es también de Orovio. Las bambalinas y faldones son de terciopelo morado. Se estrenó todo en el año 2000.

## Escudo de la Cofradía
Está inspirado en el escudo de la Orden de la Merced y se compone de dos cuerpos: el cuerpo superior contiene una corona de espinas atravesada por una caña. El otro cuerpo contiene una jarra con cinco azucenas, que representan la pureza de la Virgen.

## Túnica de la Cofradía
Blanca con fajín y clámide de color púrpura, el capillo también blanco. Sandalias negras y calcetas blancas. Portan cirio de color granate en el misterio y blancos en el palio.

## Procesión del Domingo de Ramos
Parroquia de la Merced (17:30h), Toledo, estación Viacrucis, Cuenca, Remedios (18:30h), Pedrera Baja, plaza del Carmen (19:05h), Azucena, Reyes (19:40h), Alfonso X El Sabio, Bernardo Mulleras (20:05h), Juan II, plaza del Pilar (20:30h), Ramón y Cajal, Ruiz Morote (21:00h), plaza Mayor (21:10h), Mercado Viejo, Prado, Camarín (21:40h), Caballeros, Pasaje de la Merced, Entrada en la parroquia de la Merced (22:25h).